# Embelia angustifolia
Embelia angustifolia là một loài thực vật có hoa trong họ Anh thảo. Loài này được (A.DC.) A.DC. mô tả khoa học đầu tiên năm 1844.